# Wabasso replicatus
Wabasso replicatus là một loài nhện trong họ Linyphiidae.
Loài này thuộc chi Wabasso. Wabasso replicatus được Herman Theodor Holm miêu tả năm 1950.